# تشارلي بيكيت
تشارلي بيكيت (بالإنجليزية: Charlie Pickett)‏ هو لاعب كرة قاعدة أمريكي، ولد في 1 مارس 1883 في ديلاوير في الولايات المتحدة، وتوفي في 20 مايو 1969 في سبرينغفيلد في الولايات المتحدة.

## وصلات خارجية
- تشارلي بيكيت على موقعبيزبول رفرنس.كوم (الدوري الرئيسي) (الإنجليزية)
- تشارلي بيكيت على موقعبيزبول رفرنس.كوم (الدوري الثانوي) (الإنجليزية)